# Ixodina endroedyi
Ixodina endroedyi là một loài bọ cánh cứng trong họ Bọ hung (Scarabaeidae).